# 脱細胞
脱細胞 (だつさいぼう、英: Decellularization) とは、組織から細胞を除去する処理である。生物由来の人工臓器作成時にしばしば用いられる。
この処理により得られる実質は、通常の臓器移植で生じる拒絶反応を抑えるなどの治療上有益な点を持つ。

## 概要
異種移植では移植組織がレシピエントの免疫系により異物と認識され、拒絶反応を引き起こす。脱細胞処理は拒絶反応を引き起こさない細胞外マトリックスを保ったまま、すべての細胞、および核酸成分を除去する。このため、脱細胞処理は細胞外マトリックスを伴った組織工学用の足場を提供することができる
。
脱細胞心臓弁は、その表面の細胞接着性により宿主細胞が速やかに生着する。

## 処理
脱細胞とは組織の物理的、ないしは化学的脱細胞により、
細胞および抗原性の成分を除去することである
。
簡潔に処理法を述べると、初めにタンパクの構造に影響を与えない界面活性剤で処理する。次いで核酸を除去するためにエンドヌクレアーゼが適用される。その後、細胞の除去を確認したうえで、生体内に近い条件で保存される。
- 物理的処理

撹拌、超音波、凍結解凍などが細胞膜を破壊して細胞外マトリックスから細胞を除去するために用いられる。完全な脱細胞を達成するため、これらの処理は通常化学的処理と併用される。
- 化学的処理

アニオン性界面活性剤 (ドデシル硫酸ナトリウム)、酵素 (トリプシン)、ノニオン性界面活性剤 (Triton X-100) がコラーゲンとエラスチンのを保つことによって細胞外マトリックスの強度と機能を保ったまま細胞を除去することのできる薬剤である。アニオン性界面活性剤は脂質間の相互作用に、ノニオン性界面活性剤は重要なタンパクの機能を阻害することにより、細胞を剥離する。
- 灌流式脱細胞

灌流式の脱細胞では、対象臓器内に細胞が完全に除去されるまで洗浄液を流し入れることにより脱細胞する。
- 浸漬式脱細胞

浸漬式の脱細胞では、タンパクに影響を与えず細胞を死滅させる液に漬けることにより脱細胞する。

## 脱細胞処理の利点
ブタの心臓弁を用いた脱細胞型の人工心臓弁は、従来型の人工心臓弁に比べ炎症反応に起因すると考えられる石灰化が抑制されるという利点がある
。
機械式の人工心臓弁による置換は、抗凝固剤の投与が必要であるというQOL低下の問題があった。また、従来の生体由来心臓弁は、免疫反応抑制のためグルタルアルデヒド処理が必要であった。
さらに、これらの弁は石灰化により長期に使用できないという問題があった。これに対し、脱細胞心臓弁は石灰化が少なく、機械的強度も優っているという利点がある。